# Чемпіонат України з легкої атлетики в приміщенні 2022
Чемпіонат України з легкої атлетики в приміщенні 2022 серед дорослих мав бути проведений 25-27 лютого в легкоатлетичному манежі Сумського державного університету.
Одночасно з основним чемпіонатом мав бути проведений чемпіонат України з легкоатлетичних багатоборств у приміщенні.
Проте, у зв'язку з введенням з 24 лютого надзвичайного стану в окремих регіонах України строком на 30 діб, Міністерство молоді та спорту України ухвалило рішення щодо скасування всіх спортивних і масових заходів на території України на період дії надзвичайного стану, включно з чемпіонатом України з легкої атлетики в приміщенні.